# Elisabet Chávez
Elisabeth Chávez Hernández (Tenerife, 17 de novembro de 1990) é uma handebolista profissional espanhola, medalhista olímpica.
Fez parte do elenco medalhista de bronze, em Londres 2012, era reserva e não atuou em nenhuma partida.